# Kunstverein Wolfsburg
Der Kunstverein Wolfsburg e. V. gehört zu den ältesten Kunstinstitutionen in Wolfsburg. Er wurde 1959 gegründet und hat seinen Sitz auf Schloss Wolfsburg.

## Geschichte
Die Gründung wurde am 12. Dezember 1959 im Rathaus der Stadt Wolfsburg initiiert. Zu den Gründungsmitgliedern gehörten unter anderem der ehemalige Oberbürgermeister Uwe-Jens Nissen sowie der damals 29-jährige Archivar des Volkswagen-Werks und spätere Oberbürgermeister Volkmar Köhler. Erster Geschäftsführer des Vereins war 1971–1972 Carsten Sternberg, ihm folgte 1972 bis 1997 Klaus Hoffmann. Beide waren zeitgleich auch Leiter der Städtischen Galerie Wolfsburg. Danach folgten Susanne Pfleger (kommissarisch), Barbara Steiner und Doris Berger. Seit 2004 ist Justin Hoffmann Leiter des Kunstvereins Wolfsburg.
Für seine Arbeit wurde der Verein als bester deutscher Kunstverein im Jahr 2007 mit dem Preis der Arbeitsgemeinschaft Deutscher Kunstvereine ausgezeichnet. 2010 wurde auf unbestimmte Zeit der Raum für Freunde im Kunstverein Wolfsburg eingerichtet, die Nutzung des Raums steht den Eingeladenen weitgehend offen und soll kulturelle Aktivitäten der verschiedensten Richtungen ermöglichen.

## Ausstellungstätigkeit
In der Gruppenausstellung „Junge Düsseldorfer Maler und Bildhauer“ (1966) wurden Arbeiten von damals noch wenig etablierten Künstlern wie Gerhard Richter, Sigmar Polke, Konrad Lueg, Günther Uecker und Jörg Immendorff gezeigt. Als Pionier der Konzeptkunst war Timm Ulrichs in den 1970er Jahren in mehreren Ausstellungen des Kunstvereins Wolfsburg vertreten (z. B. 1973 in „Graphischer Realismus der Gegenwart“). 1982 stellten neue „wilde“ Maler der Kölner Gruppe „Mülheimer Freiheit“ ihre Arbeiten aus, darunter auch Jiří Georg Dokoupil. Weitere Künstler waren Candida Höfer – Photographie (1998) und Atelier CoS – Chicks on Speed (2004). 
Zu den außergewöhnlichsten Projekten gehörte 2005 die Einrichtung des „Elektropopklubs“ zuerst in Bytom (Polen/Oberschlesien) und dann im Kunstverein Wolfsburg mit jeweils zahlreichen Konzerten, Performances, Filmvorführungen etc. Neben den interkulturellen Aktivitäten ist die Förderung der lokalen Kunstszene in Wolfsburg ein wichtiges Anliegen des Kunstvereins Wolfsburg. 2006 wurde der „arti“ als Kunstpreis für lokale Künstler initiiert. Der Standort Wolfsburg mit seiner speziellen Stadtgeschichte und seiner besonderen Rolle für die arbeitspolitische und wirtschaftliche Situation Deutschlands wird immer wieder in Projekten des Kunstvereins Wolfsburg thematisiert, insbesondere in „Gartenkartierung Wolfsburg“ (2004), „Industriestadtfuturismus 100 Jahre Wolfsburg/Nowa Huta“ (2005/2006) und „Wolfsburger Sammler“ (2012).
Der Kunstverein nutzte die Gründung des neuen Science-Centers phæno, das sich in einem Bau von Zaha Hadid befindet, zur Initiierung eines gemeinsamen Science & Art-Festivals: der Phaenomenale. Die erste Phaenomenale fand an drei Wochenenden Anfang des Jahres 2007 mit Auftritten von Karl Bartos, Console, BBM, Stelarc und anderen statt. Im Jahr 2011 war die Phaenomenale mit Hilfe zahlreicher beteiligter Institutionen zu einem Festival der Region Wolfsburg-Braunschweig angewachsen.

## City Gallery
Mit dem Bezug des ehemaligen Blumenladens im Alvar-Aalto-Kulturhaus Ende 2011 wurde ein neues Konzept für die Kunstszene Wolfsburgs realisiert: durch ihre Lage in der Fußgängerzone Wolfsburgs und der Idee, von außen durch das Schaufenster die Ausstellungen sehen zu können, verband die CITY GALLERY – eine Anspielung auf das nahe Einkaufszentrum „City-Galerie“ – den öffentlichen mit dem institutionellen Raum. Ein 24-Stunden-Kunstkinoprogramm ermöglichte auch nachts die Begegnung mit bildender Kunst. Die CITY GALLERY griff in ihren zeitgenössischen Einzel- und Gruppenausstellungen die urbane Situation auf und ergänzte das Programm durch zusätzliche Veranstaltungen wie Konzerte, Kunstgespräche, Filmvorführungen etc. und betrieb einen Laden. Ende 2018 musste sie die Räume im Alvar-Aalto-Kulturhaus verlassen und existiert seitdem nicht mehr.

## Vermittlungsprogramm – Lokale Liaison
Neben Führungen sowie Kooperationen mit anderen kulturellen Institutionen und Schulen entwickelte der Kunstverein Wolfsburg unter dem Titel Lokale Liaison ein eigenes Vermittlungsprogramm, das nach Verbindungen zwischen den im Kunstverein verhandelten Themen und dem Wolfsburger Alltag sucht. Insbesondere die Verknüpfungen von Fachwissen, Alltagswissen und persönlichen Assoziationen der Teilnehmer standen hier im Fokus. So schrieb Lokale Liaison zum Beispiel zeitgleich zum „arti“ den „arteen“ einen Kunstpreis für Wolfsburger Kinder und Jugendliche aus. Weitere Formate des 2012 eingestellten Programms waren Tischgespräche mit Künstlern, jahresübergreifende Schulkooperationen und Workshops für Jugendliche und Erwachsene, in denen eigene kulturelle Produktionen wie beispielsweise Magazine oder Installationen entstanden.